# Tricholoma saponaceum
Tricholoma saponaceum (Fr.) P. Kumm., 1871 è un fungo basidiomicete non commestibile dalla variabilità cromatica assai ampia, ma facilmente riconoscibile per il caratteristico odore saponaceo, da cui il nome.

## Tassonomia
La specie fu inizialmente descritta nel 1818 come Agaricus saponaceus dallo svedese Elias Magnus Fries nella sua monumentale opera micologica Systema mycologicum.
Paul Kummer nel 1871 lo posizionò nel genere Tricholoma.

## Descrizione della specie
Cappello
5-14 cm, convesso e spesso ampiamente umbonato, con margine sottile, lobato ed irregolare, involuto e comunque rivolto verso il basso. Colore sfumato grigio verdastro ma anche brunastro. Cuticola liscia e setosa abbastanza asciutta anche a tempo umido.
Lamelle
Marginate, biancastre quasi verdastre, sporche, non fitte, spesso alte ed intervallate da lamellule.
Gambo
5-7 x 1,5 cm di colore variabile da biancastro a grigiastro dai medesimi toni del cappello ma più pallidi, al piede rosato (ben visibile al taglio).
Carne
- Odore: caratteristico come di sapone di Marsiglia, nauseante.
- Sapore: amaro, anche se incostante. A volte amarognolo o dolciastro, non sgradevole.[4]

Spore
Ellissoidali o subglobose, 6-7 x 3,5-4,5 µm, trasparenti (ialine).

## Distribuzione e habitat
In autunno e in estate è assai diffuso sia sotto latifoglia che sotto aghifoglia, a gruppi numerosi.

## Commestibilità
Non accertata.

Da considerarsi non commestibile per via dell'odore di sapone e del sapore amarognolo.

## Tassonomia

### Sinonimi e binomi obsoleti
- Agaricus atrovirens Pers., Synopsis Methodica Fungorum (Göttingen) 2: 319 (1801)
- Agaricus napipes Krombh., Naturgetreue Abbildungen und Beschreibungen der essbaren, schädlichen und verdächtigen Schwämme (Prague) 4: 22 (1836)
- Agaricus saponaceus Fr., Observ. mycol. (Havniae) 2: 101 (1818)
- Tricholoma atrovirens (Pers.) Fr.
- Tricholoma saponaceum var. atrovirens (Pers.) P. Karst., Rysslands, Finlands och den Skandinaviska Halföns. Hattsvampar: 36 (1879)
- Tricholoma saponaceum var. napipes (Krombh.) J.E. Lange, Synops. Queensl. Fl. 5: 51 (1890)[1]

### Specie simili
L'odore, che in particolari condizioni climatiche potrebbe non essere marcato, lo rende facilmente distinguibile da altre specie come Tricholoma griseoviolaceum.